# Austrothaumalea commoni
Austrothaumalea commoni är en tvåvingeart som beskrevs av Günther Theischinger 1986. Austrothaumalea commoni ingår i släktet Austrothaumalea och familjen mätarmyggor. Inga underarter finns listade.